# 500 (số)
500 (năm trăm) là một số tự nhiên ngay sau 499 và ngay trước 501.